# BMW 503
Der BMW 503 ist ein zweitüriger zwei-plus-zwei-sitziger Sportwagen der Bayerischen Motoren Werke.
Der für die BMW 502-Limousine entwickelte Achtzylinder-V-Motor war und blieb lange Zeit der einzige deutsche Aluguss-Achtzylinder. Er diente als Basis für ein ehrgeiziges Sportwagenprojekt, das der kaufmännische Direktor Hanns Grewenig gegen den Willen des damaligen BMW-Cheftechnikers Kurt Donath durchsetzte.
Ein erster Karosserieentwurf des Veritas-Initiators Ernst Loof wurde von der BMW-Spitze abgelehnt. Grewenig beauftragte stattdessen Albrecht Graf von Goertz, der auf Vermittlung des US-Importeurs Max Hoffman bereits den BMW 507 entworfen hatte, einen luxuriösen Sportwagen in Pontonform mit klassischer BMW-Niere zu gestalten.

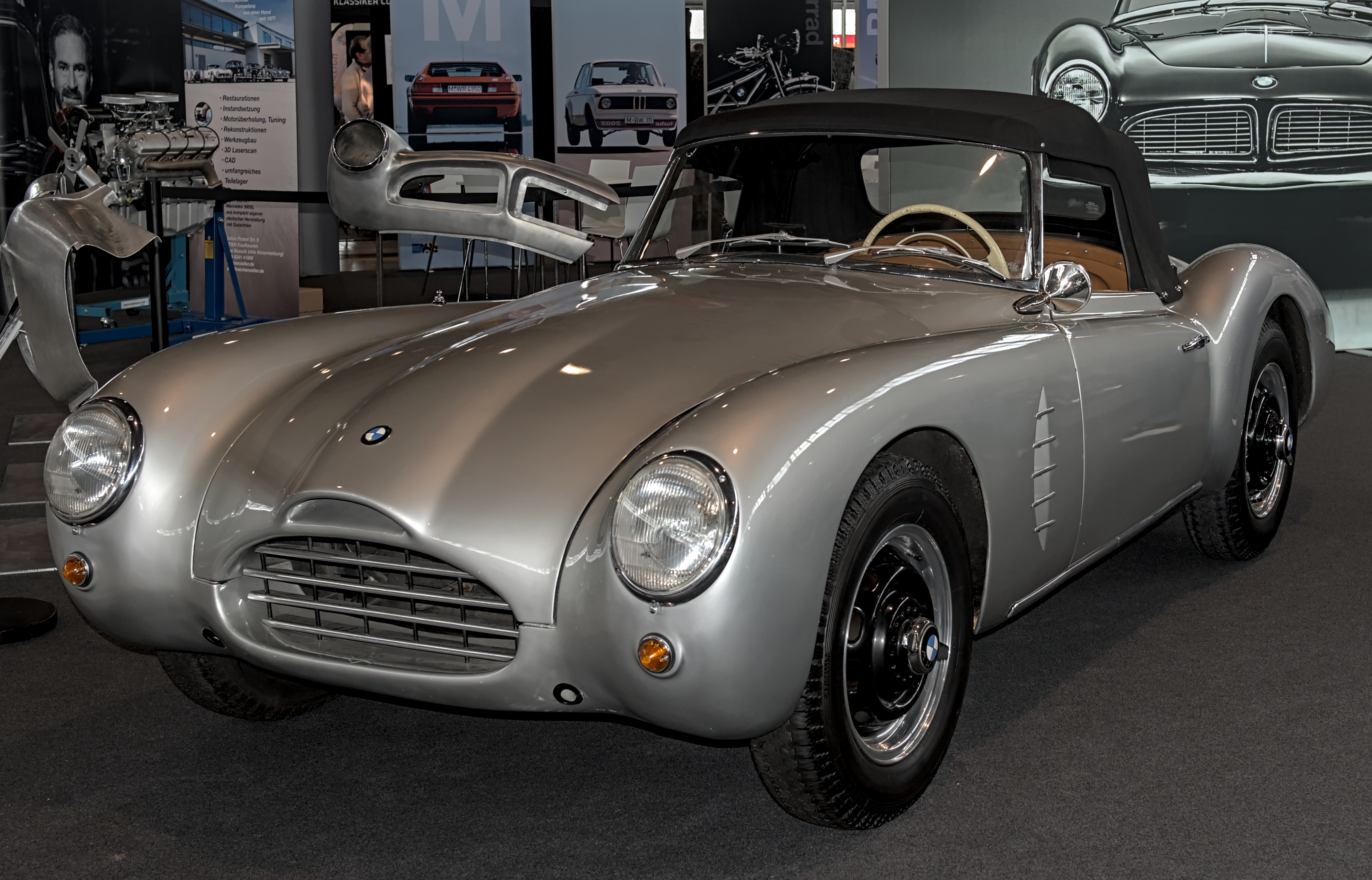
Erster seitens BMW abgelehnter Karosserieentwurf von Ernst Loof
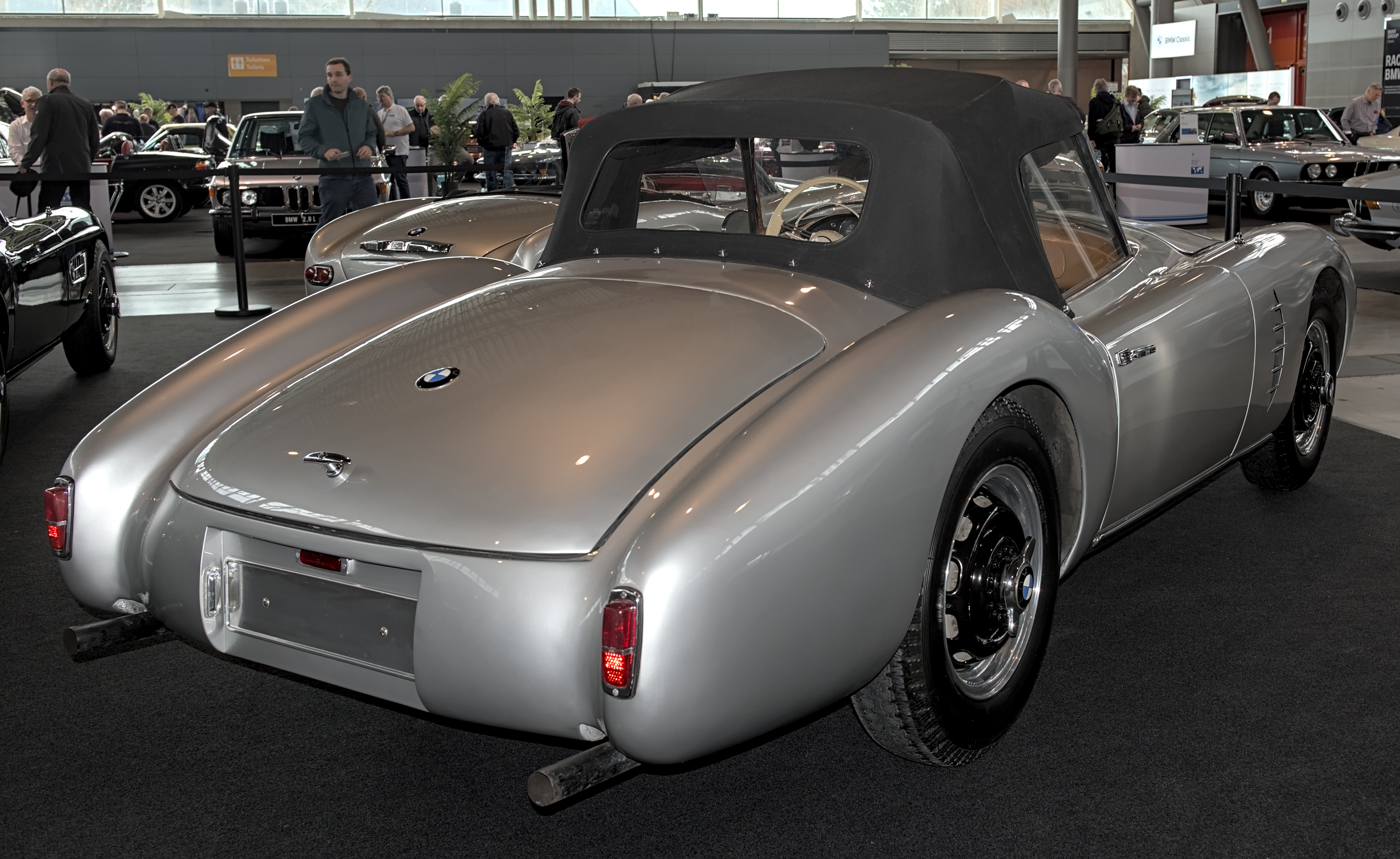
Heckansicht

Nach 18 Monaten Entwicklungszeit erschienen BMW 503 und BMW 507 auf der Internationalen Automobil-Ausstellung im September 1955. Fachpresse und Publikum waren begeistert.
Obwohl der BMW 503 von den Jurys der Schönheitskonkurrenzen in Cannes, Rom, Lissabon, Wien und Wiesbaden mit Goldmedaillen ausgezeichnet wurde, war der Wagen kein großer Verkaufserfolg, was  vor allem am hohen Preis lag: Für Coupé und Cabriolet verlangte BMW im Mai 1956 29.500 Mark, im Dezember 1957 kostete der Wagen 31.500 Mark und im Juli 1958 32.950 DM. Da ein Reihenhaus zur damaligen Zeit nur knapp das Doppelte kostete, konnten sich nur gutbetuchte Kunden – wie etwa Roland Graf von Faber-Castell, Rudolf-August Oetker und Filmschauspielerin Sonja Ziemann – den Wagen leisten.

BMW 503 Coupé
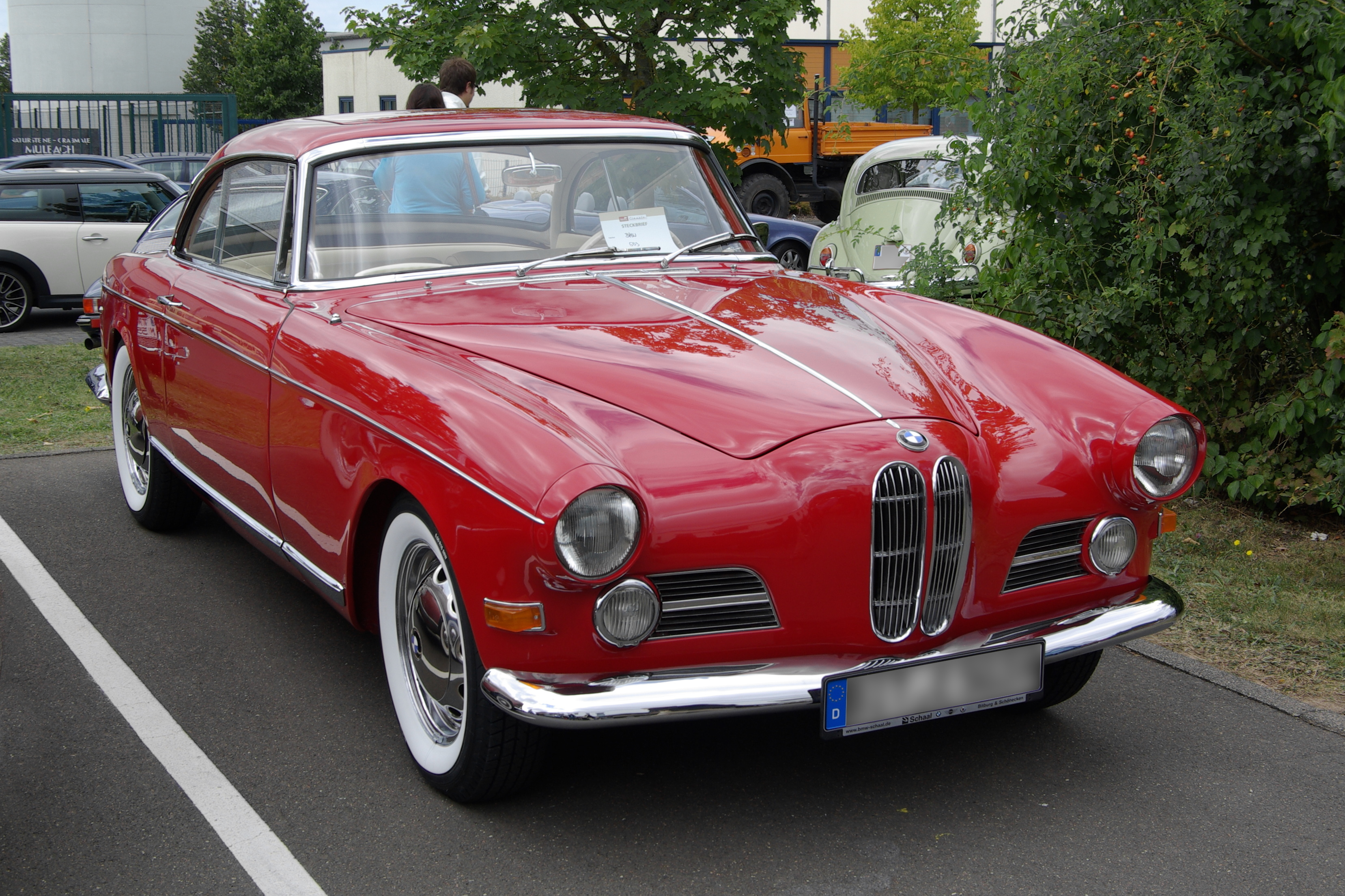
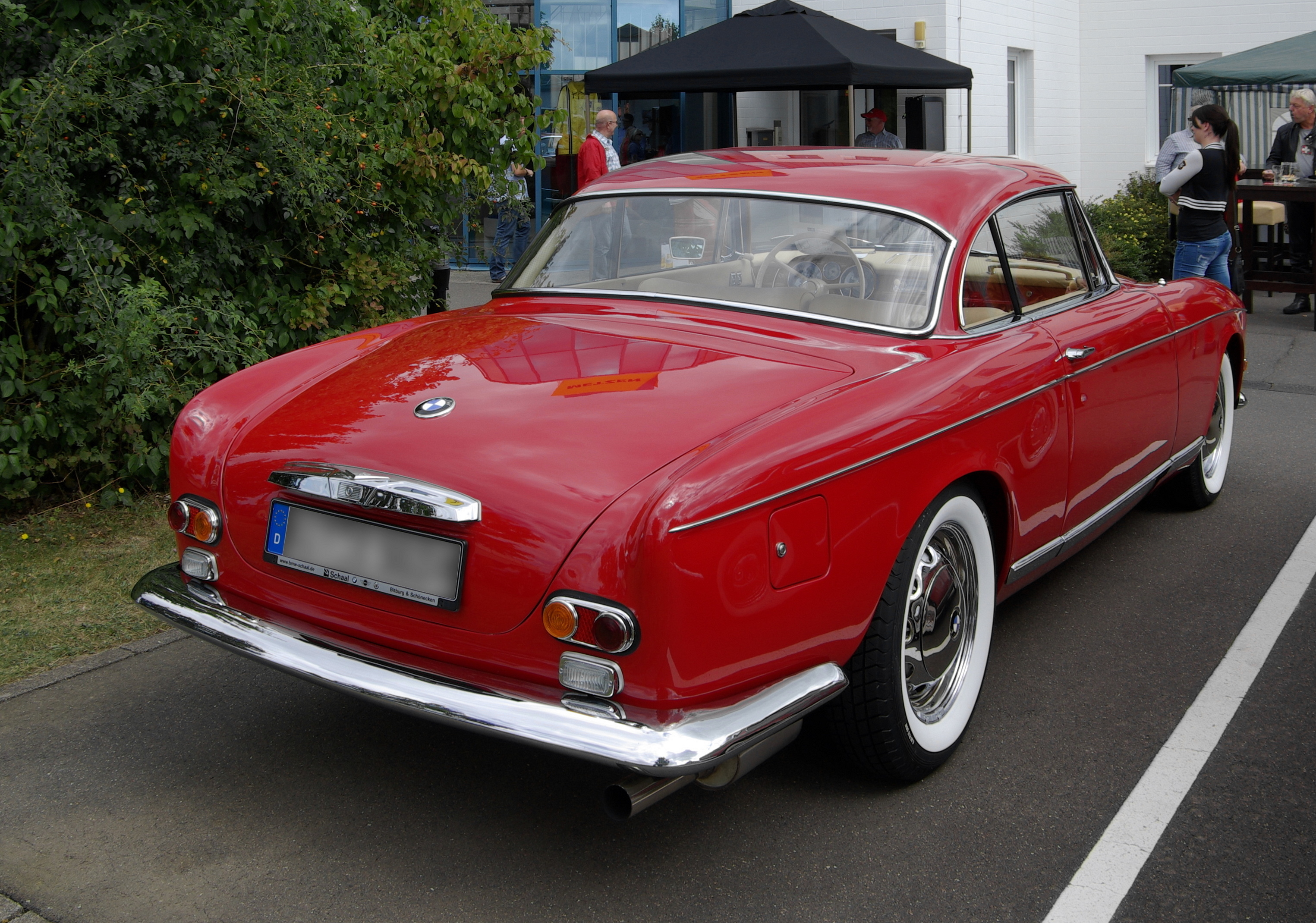
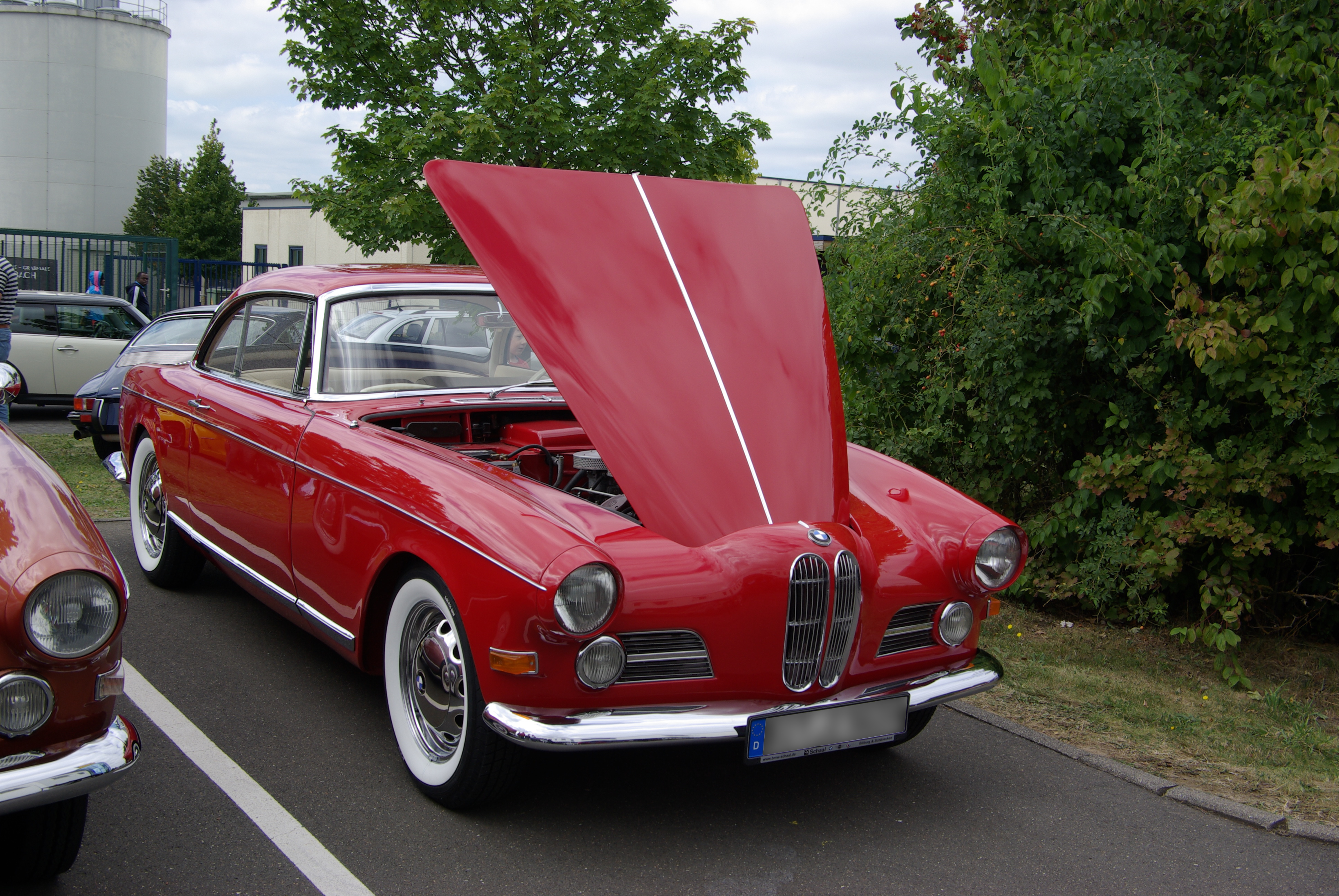
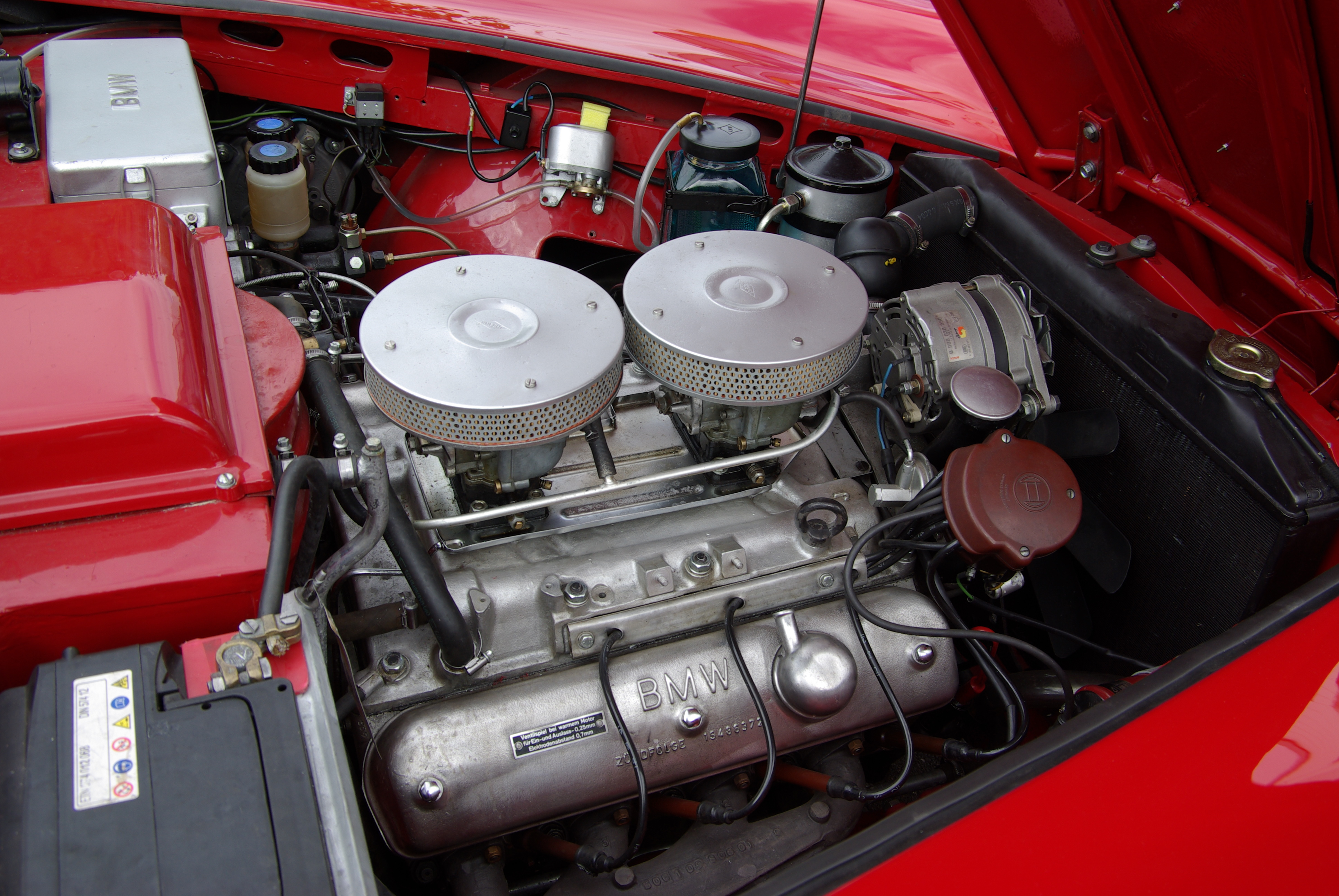

Die Aluminiumkarosserie wurde von dem Karosseriebauunternehmen Baur gefertigt. Der Motor mit 3.168 cm³ Hubraum leistete 140 PS (103 kW) bei 4800 min−1 und sorgte für eine Beschleunigung von 0 auf 100 km/h in 13,3 Sekunden. Als Höchstgeschwindigkeit wurde 190 km/h angegeben. Seitliche „Kiemen“ sollten wie im BMW 507 einen Wärmestau im Motorraum verhindern. Angesichts der thermischen Probleme fertigte BMW auf Kundenwunsch einige BMW 503 mit Luftauslässen an den Seiten der vorderen Kotflügel. Graf Goertz segnete diese Modifikation nachträglich als ästhetisch wertvoll ab.

## Modellpflege
Insgesamt wurden von 1956 bis 1960 nur 412 Exemplare gebaut, davon 139 Cabriolets und 273 Coupés, wobei der letzte BMW 503 (ein Coupé) die Fahrgestellnummer 69412 bekam; das letzte gebaute Cabrio erhielt die Fahrgestellnummer 69408. Es entstanden zwei Serien, deren Unterschiede im Wesentlichen in der Schaltung, in der Technik der automatischen Fenster- und Verdeckmechanismen, in der Position des Aschenbechers und in den seitlichen Zierleisten liegen.
Die Wagen der Serie 1 haben eine Lenkradschaltung mit Getriebe unter dem Vordersitz (mit Ausnahme der 5 rechtsgelenkten Sonderanfertigungen für britische Kunden), hydraulische Fensterheber und ein hydraulisches Verdeck, einen Aschenbecher unter dem Armaturenbrett und am Heck nach oben gebogene Zierleisten. Die Wagen der Serie 2 hingegen haben eine Knüppelschaltung mit Getriebe am Motor, elektrische Fensterheber, jedoch weiterhin ein hydraulisches Verdeck, den Ascher neben dem Radio-Lautsprecher auf dem Armaturenbrett und durchgehend gerade Zierleisten.

BMW 503 Cabriolet
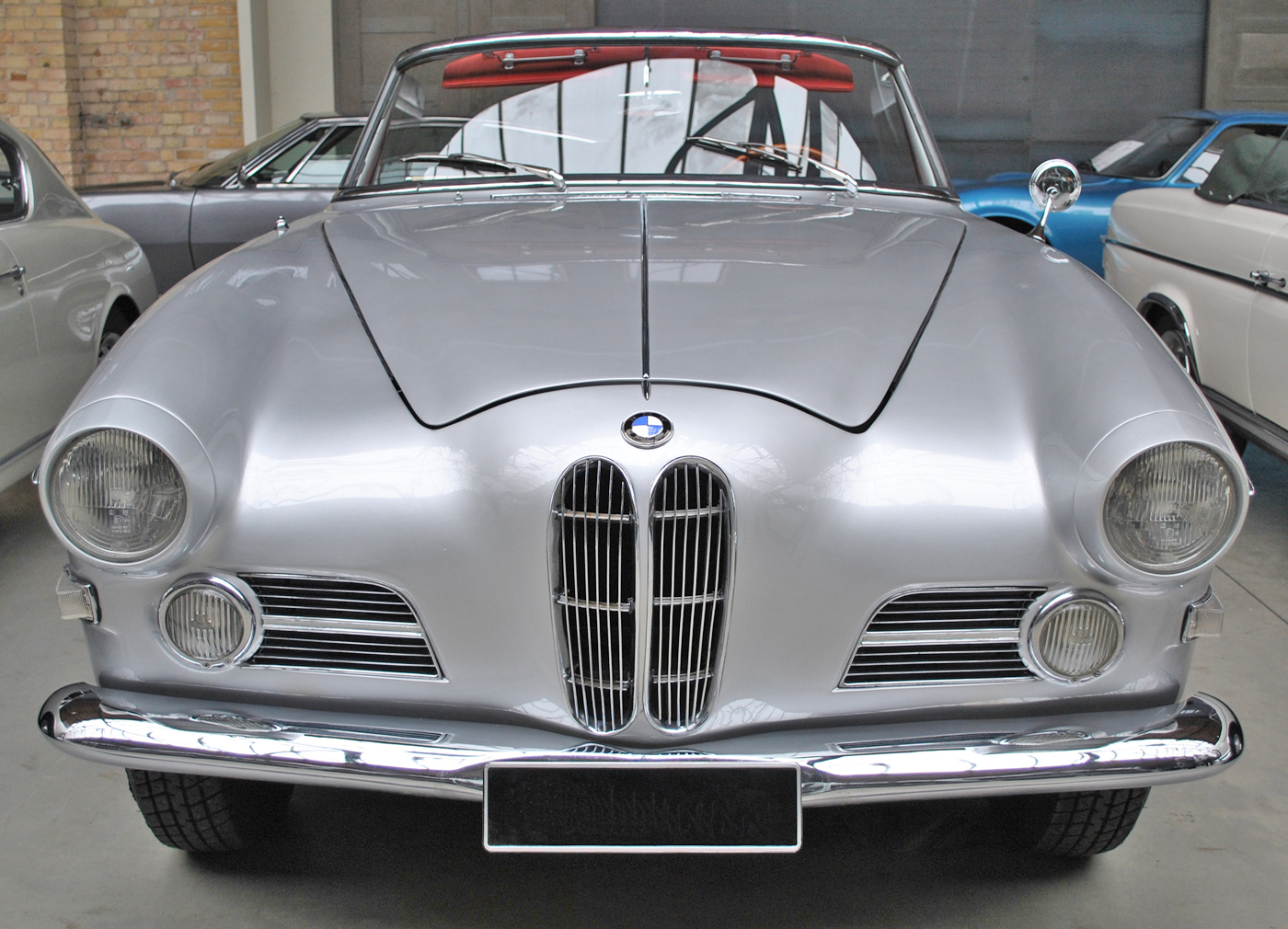
BMW 503 Frontansicht
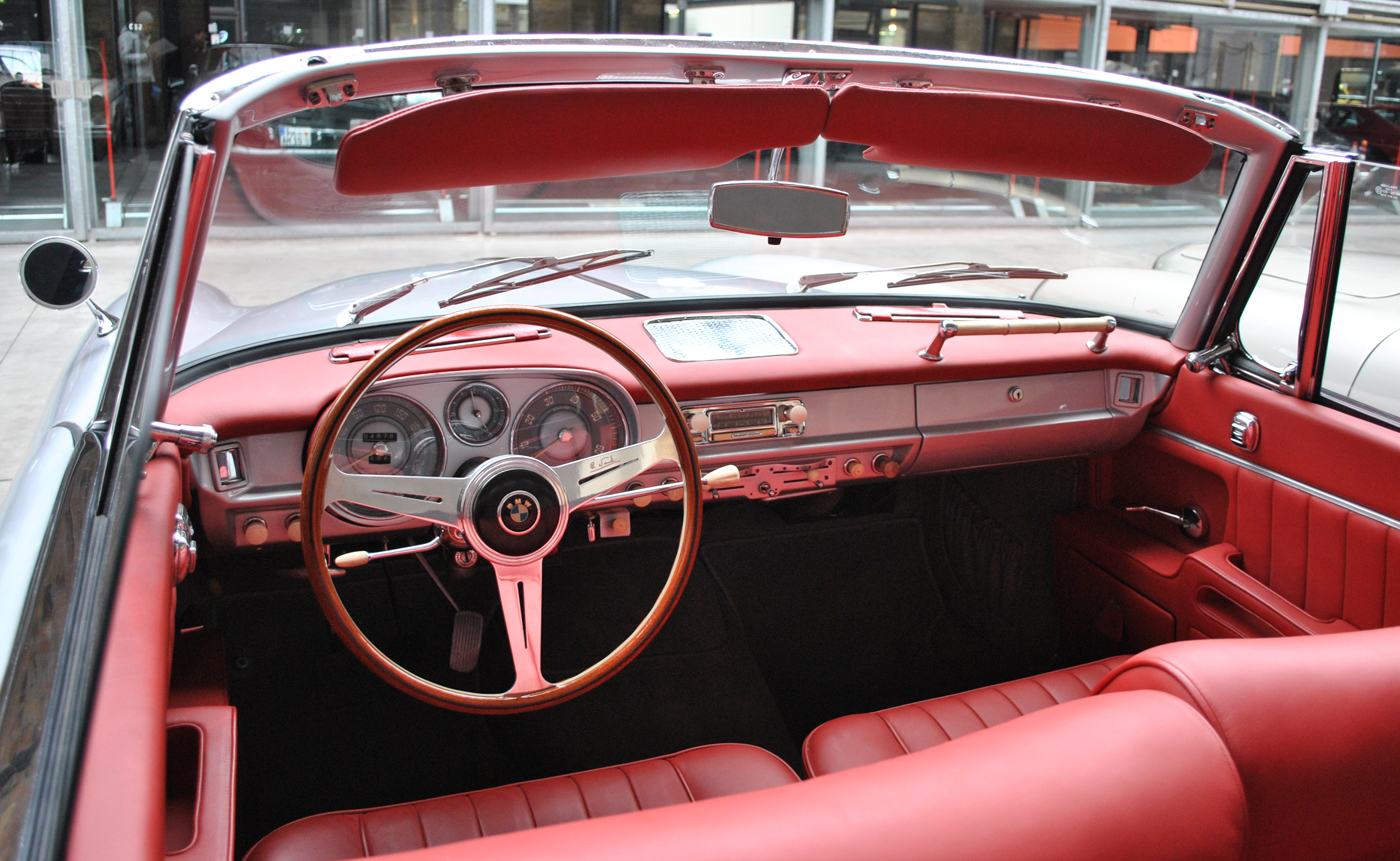
Armaturenbrett der Serie 1
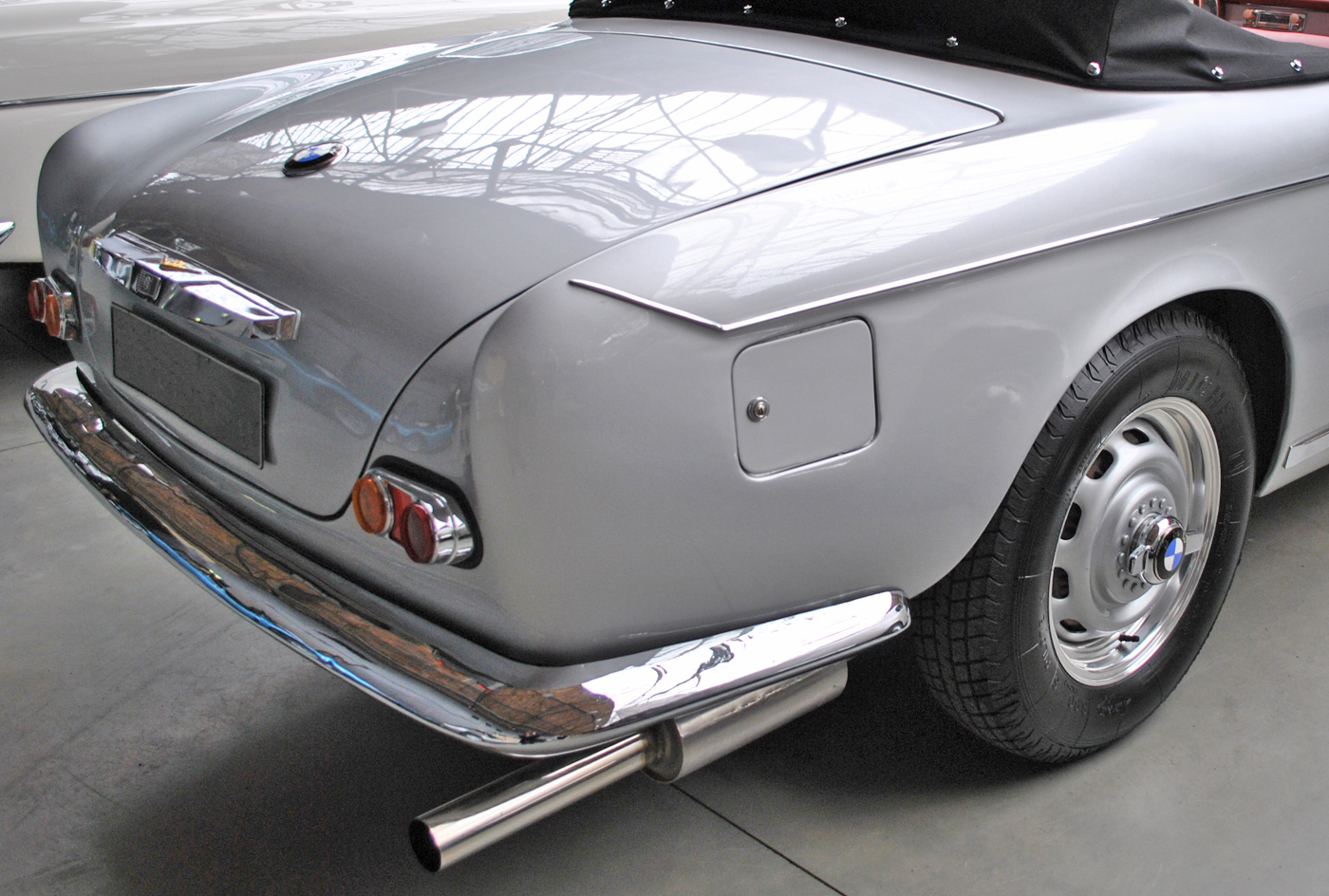
Gebogene Zierleiste der Serie 1
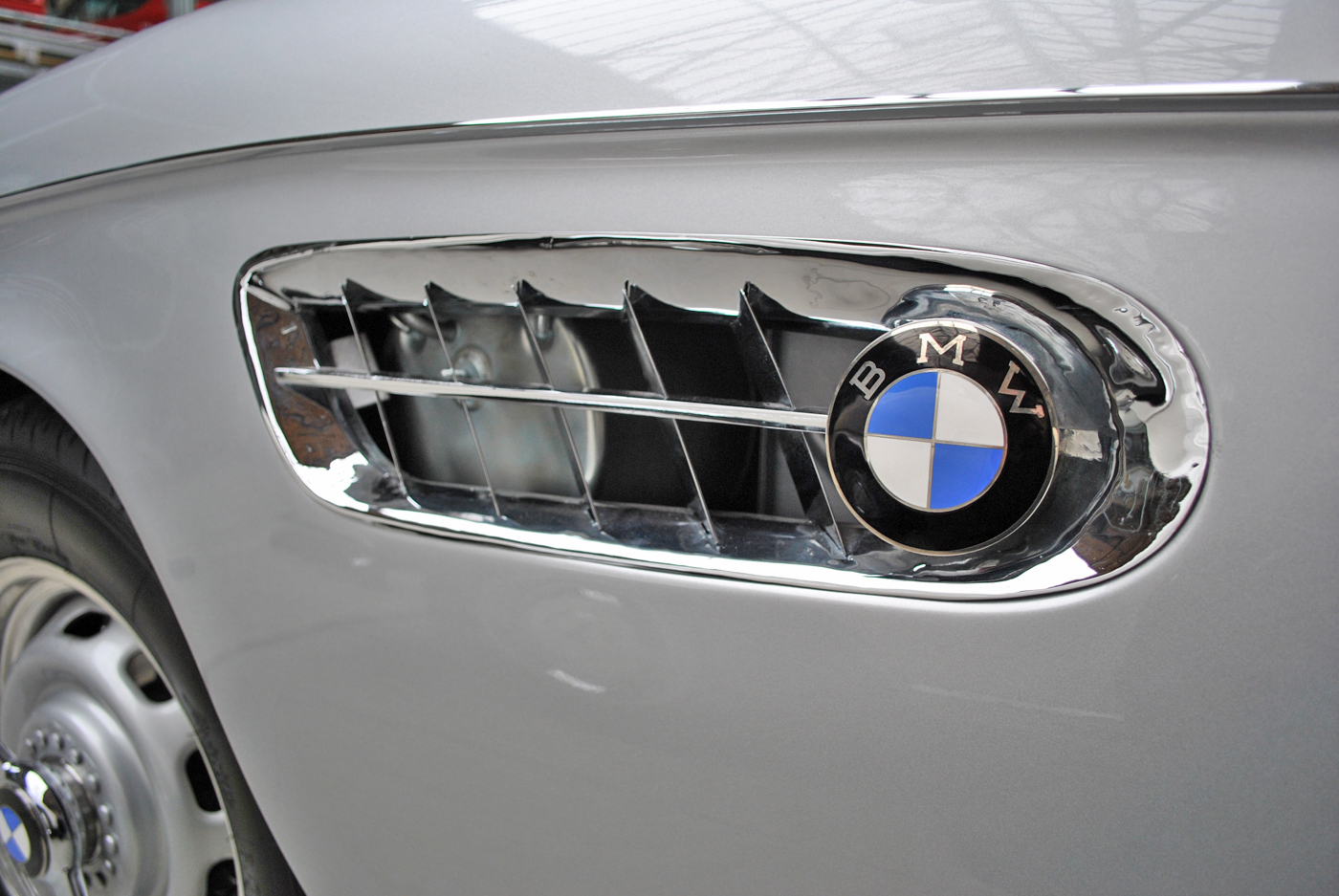
Luftauslass à la BMW 507

| Ausführung:           | Serie 1                    | Serie 2                    |
| --------------------- | -------------------------- | -------------------------- |
| Bauzeitraum:          | Mai 1956 bis Dezember 1957 | Dezember 1957 bis Mai 1960 |
| Coupés:               | 136                        | 134                        |
| Cabrios:              | 78                         | 58                         |
| Coupés Rechtslenker:  | 2                          | 1                          |
| Cabrios Rechtslenker: | 3                          | -                          |
| Gesamt:               | 219                        | 193                        |

## Technische Daten
|                                | BMW 503                                   |
| Motorkenndaten                 |                                           |
| Motortyp                       | 8 Zylinder V-Motor                        |
| Ventilbauart                   | Hängend, Stoßstangen und Kipphebel        |
| Ventilsteuerung                | OHV, Duplexkette                          |
| Gemischaufbereitung            | 2 Doppel-Fallstromvergaser Zenith 32 NDIX |
| Kühlung                        | Wasserkühlung (10 l Wasser)               |
| Bohrung × Hub                  | 82 × 75 mm                                |
| Hubraum                        | 3168 cm³                                  |
| Verdichtungsverhältnis         | 7,3:1                                     |
| max. Leistung bei min−1        | 104 kW (140 PS)/ 4800                     |
| max. Drehmoment bei min−1      | 216 Nm/ 3800                              |
| Kraftübertragung               |                                           |
| Antrieb                        | Hinterradantrieb                          |
| Getriebe                       | 4-Gang-Schaltgetriebe                     |
| Messwerte                      |                                           |
| Höchstgeschwindigkeit          | 190 km/h                                  |
| Beschleunigung, 0–100 km/h     | 13 s                                      |
| Kraftstoffverbrauch auf 100 km | 16 l S                                    |
| Kraftstofftank                 | 75 l                                      |
| Quelle:                        |                                           |